# История Саскачевана

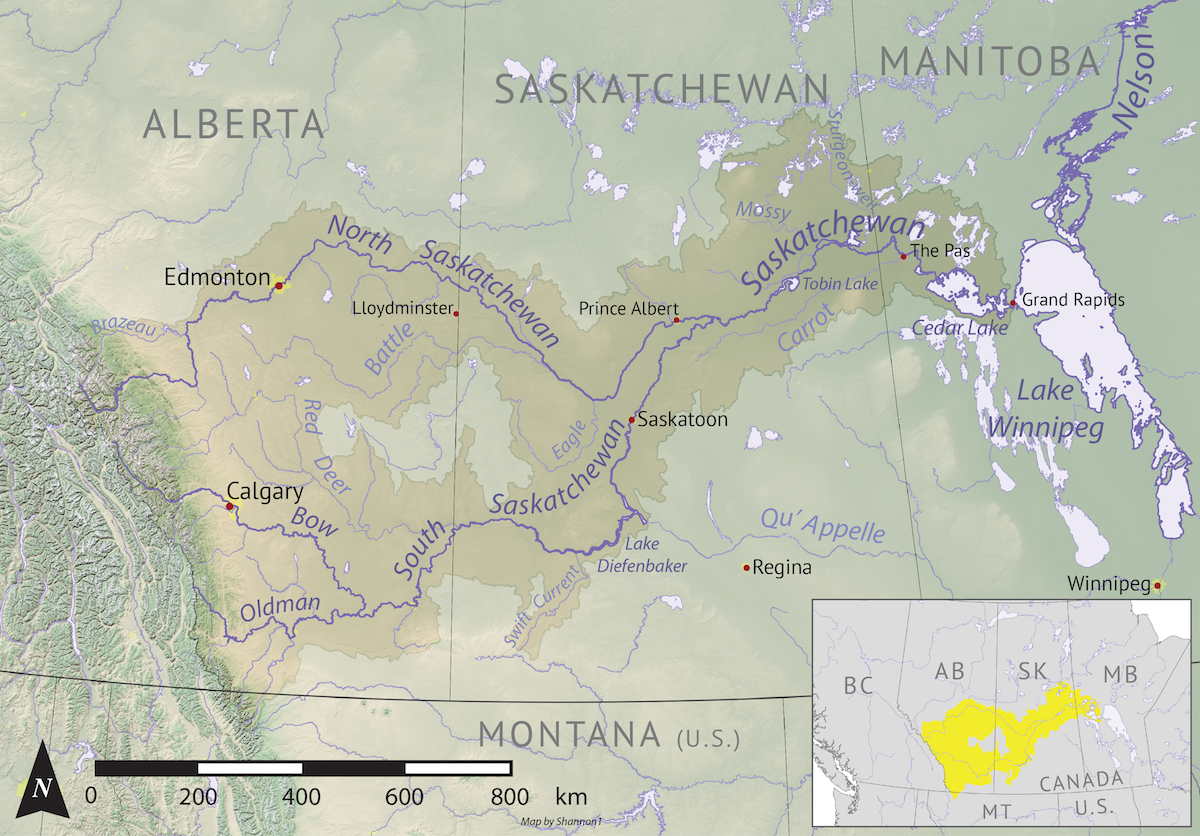
Бассейн реки Саскачеван

История Саскачевана является составной частью истории Канады. Название Саскачеван (Saskatchewan) происходит от одноимённой реки, которая берет свое начало в Скалистых горах и впадает в озеро Виннипег. 

## Древняя история
С незапамятных времен здесь жили индейцы кри (алгонкины). В переводе с их языка Саскачеван означает «быстрая река». Север края населяли чипевайан (атабаски).

## Европейская колонизация
Первые европейцы достигли территории будущей провинции в 1690 году. Первое поселение-факторию Камберленд Хаус построил здесь Самюэль Хирн в 1774 году, который работал на компанию Гудзонова залива. 
В 1762 году южная часть провинции вошла в состав французской Луизианы. Затем она вошла в состав США и в 1818 году была передана Великобритании, где стала частью Земли Руперта. 

## В составе Канады
В 1870 году земли провинции вошли в состав Канады. После подавления восстания в Манитобе в Саскачеван с востока мигрировали канадские метисы. В 1873 году на востоке Саскачевана произошла Резня в Сайпресс-Хилл, в ходе которого европейские охотники убили 20 индейцев, заподозрив их в кражах. Во избежание рецидивов канадские власти приняли решение о формировании частей королевской конной полиции. В качестве опорных пунктов полиции появился Батлфорд. 
В освоении края приняли участие также иммигранты. Немцы основали городок Гумбольдт, а исландцы — Уиньярд. В 1874-1880 в Саскачеван прибыло 8 тыс. российских немцев–меннонитов, решившей вновь «сменить родину». 
В 1877 году в Саскачеван из США бежало племя Сидящего Быка. 
В 1885 году территория Саскачевана была охвачена восстанием метисов, которое возглавили Габриэль Дюмон и Луи Риэль. В восстании также приняли участие индейцы кри и ассинибойны. В благодарность за разгром мятежа британский офицер Фредерик Миддлтон получил из рук королевы Виктории титул рыцаря. 
В 1886 местным жителем обнаружено месторождение глины, где позднее был основан Клейбэнкский кирпичный завод, ставший важным для экономики региона. После этого через провинцию была проложена железная дорога, связавшая Ванкувер и Монреаль.
В 1891 началась массовая иммиграция украинцев из австро-венгерской тогда Буковины, а также из Галиции. Центром их религиозной жизни стал греко-католический собор святого Юрия в Саскатуне. Из саскачеванских украинцев происходил 24-й генерал-губернатор Канады Рэй Гнатышин (1934-2002).
В 1905 году Саскачеван стал отдельной канадской провинцией. В 1927 году в крае был учреждён национальный парк Принс-Альберт.